# Élections régionales de 1978 en Hesse
Les élections régionales de 1978 en Hesse (en allemand : Landtagswahl in Hessen 1978) se tiennent le 8 octobre 1978, afin d'élire les 110 députés de la 9e législature du Landtag, pour un mandat de quatre ans.
Le scrutin est marqué par une nouvelle victoire de la CDU, qui échoue de nouveau à trois sièges de la majorité absolue. Le ministre-président Holger Börner du SPD se maintient au pouvoir en confirmant sa « coalition sociale-libérale » avec le FDP.

## Contexte
Aux élections régionales du 27 octobre 1974, la CDU d'Alfred Dregger arrive en tête avec 47,3 % des suffrages exprimés et 53 députés sur 110. C'est la première fois qu'elle remporte l'élection du Landtag, même si elle ne bénéficie que de la majorité relative.
Désormais deuxième, le SPD du ministre-président Albert Osswald réunit 43,2 % des voix et gagne 49 sièges. Son partenaire de coalition, le FDP du ministre de l'Économie Heinz-Herbert Karry, réunit 7,4 % des exprimés et fait donc élire huit parlementaires. Osswald se maintient au pouvoir en reformant sa « coalition sociale-libérale ».
Mis en cause dans des erreurs de gestion de la banque publique régionale Helaba quand il était ministre des Finances, Albert Osswald annonce sa démission le 3 octobre 1976, au soir des élections fédérales. Le SPD lui choisit alors comme successeur le coordonnateur fédéral du parti et député fédéral au Bundestag Holger Börner. Il est investi le 16 octobre par le Landtag et maintient l'alliance avec le FDP.

## Mode de scrutin
Le Landtag est constitué de 110 députés (en allemand : Mitglied des Landtags, MdL), élus pour une législature de quatre ans au suffrage universel direct et suivant le scrutin proportionnel d'Hondt.
Chaque électeur dispose d'une voix, qui compte double : elle lui permet de voter pour un candidat de sa circonscription, selon les modalités du scrutin uninominal majoritaire à un tour, le Land comptant un total de 55 circonscriptions ; elle est alors automatiquement attribuée au parti politique dont ce candidat est le représentant.
Lors du dépouillement, l'intégralité des 110 sièges est répartie en fonction des voix attribuées aux partis, à condition qu'un parti ait remporté 5 % des voix au niveau du Land. Si un parti a remporté des mandats au scrutin uninominal, ses sièges sont d'abord pourvus par ceux-ci.
Dans le cas où un parti obtient plus de mandats au scrutin uninominal que la proportionnelle ne lui en attribue, la taille du Landtag est augmentée jusqu'à rétablir la proportionnalité.

## Campagne

### Principaux partis
| Parti | Parti                                                                              | Chef de file                             | Résultat en 1974           |
| ----- | ---------------------------------------------------------------------------------- | ---------------------------------------- | -------------------------- |
|       | Union chrétienne-démocrate d'Allemagne Christlich Demokratische Union Deutschlands | Alfred Dregger                           | 47,3 % des voix 53 députés |
|       | Parti social-démocrate d'Allemagne Sozialdemokratische Partei Deutschlands         | Holger Börner (Ministre-président)       | 43,2 % des voix 49 députés |
|       | Parti libéral-démocrate Freie Demokratische Partei                                 | Ekkehard Gries (Ministre de l'Intérieur) | 7,4 % des voix 8 députés   |

## Résultats

### Voix et sièges
| Parti                             | Parti                                        | Voix      | Voix  | Sièges | Sièges        | Sièges | Sièges | Sièges        |
| Parti                             | Parti                                        | Votes     | %     | MU1    | +/-           | Liste  | Total  | +/-           |
| --------------------------------- | -------------------------------------------- | --------- | ----- | ------ | ------------- | ------ | ------ | ------------- |
|                                   | Union chrétienne-démocrate d'Allemagne (CDU) | 1 575 445 | 46,03 | 29     | 6             | 24     | 53     | en stagnation |
|                                   | Parti social-démocrate d'Allemagne (SPD)     | 1 515 953 | 44,29 | 26     | 6             | 24     | 50     | 1             |
|                                   | Parti libéral-démocrate (FDP)                | 225 044   | 6,57  | 0      | en stagnation | 7      | 7      | 1             |
|                                   | Autres                                       | 106 525   | 3,11  | 0      | en stagnation | 0      | 0      | en stagnation |
|                                   |                                              |           |       |        |               |        |        |               |
| Votes valides                     | Votes valides                                | 3 422 967 | 99,21 |        |               |        |        |               |
| Votes blancs et nuls              | Votes blancs et nuls                         | 27 123    | 0,79  |        |               |        |        |               |
| Total                             | Total                                        | 3 450 090 | 100   | 55     | en stagnation | 55     | 110    | en stagnation |
| Abstentions                       | Abstentions                                  | 483 900   | 12,30 |        |               |        |        |               |
| Nombre d'inscrits / participation | Nombre d'inscrits / participation            | 3 933 990 | 87,70 |        |               |        |        |               |